# Sara Zwangobani

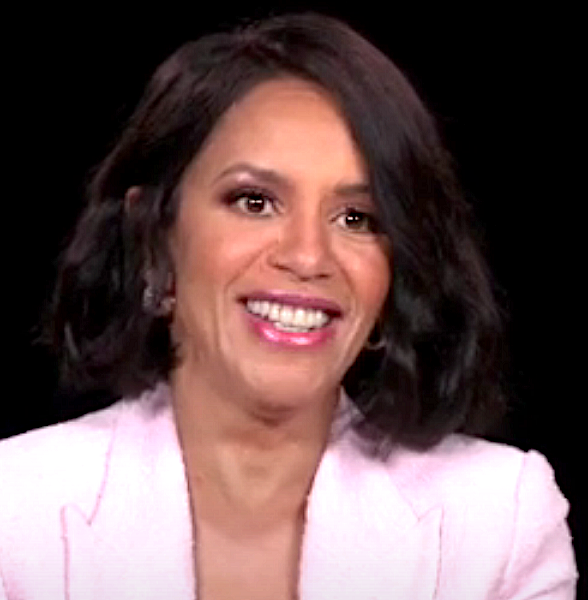
Sara Zwangobani (2022)

Sara Zwangobani (* in Canberra, Australian Capital Territory) ist eine australische Schauspielerin.

## Leben
Zwangobani wurde in Canberra geboren. Ihr Vater stammt aus Simbabwe und gehört den Zulu an. Sie hat einen Bruder. Sie wuchs in Cook, einem Vorort von Belconnen auf. Sie besuchte die Cook Primary School und absolvierte anschließend ein Schauspielprogramm am Hawker College in Canberra. Von 1985 bis 1988 absolvierte sie eine Tanz- und Stepptanzausbildung an der Betsy Sawers School of Dance und beim Human Veins Dance Theatre. 1989 absolvierte sie einen Fernseh- und Film-Workshop-Kurs in den Broadway Film Studios in Canberra. Sie setzte ihre Ausbildung am Victorian College of the Arts fort und schloss diese 1992 mit einem Diplom in Schauspielkunst ab.
Seit Ende der 1990er Jahre ist sie regelmäßig als Theater- und Filmschauspielerin zu sehen. 2006 war sie in sechs Episoden der Fernsehserie Love My Way in der Rolle der Imogen zu sehen. 2006 mimte sie in vie Episoden der Fernsehserie Home and Away die Rolle der Mel Harris und 2018 in derselben Serie die Rolle der Jodi Anderson dar. 2017 war sie im Fernsehfilm Dance Academy – Das Comeback zu sehen. 2022 stellte sie in sechs Episoden der ersten Staffel der Fernsehserie Der Herr der Ringe: Die Ringe der Macht die Rolle der Goldblume Brandyfuß dar.

## Filmografie (Auswahl)
- 1997: Fallen Angels (Fernsehserie, Episode 1x03)
- 2000: Water Rats – Die Hafencops (Water Rats, Fernsehserie, Episode 5x28)
- 2002: The Merchant of Fairness
- 2005; 2009: All Saints (Fernsehserie, 2 Episoden)
- 2006: Love My Way (Fernsehserie, 6 Episoden)
- 2006: Stephen King’s Alpträume (Nightmares & Dreamscapes: From the Stories of Stephen King, Fernsehserie, Episode 1x05)
- 2006: Two Twisted (Miniserie, Episode 1x01)
- 2006: Home and Away (Fernsehserie, 4 Episoden)
- 2006: Monarch Cove (Fernsehserie, 7 Episoden)
- 2007: One of the Lucky Ones (Fernsehfilm)
- 2007: The Starter Wife – Alles auf Anfang (The Starter Wife, Miniserie, Episode 1x01)
- 2008: Schande (Disgrace)
- 2009: Die Chaosfamilie (Packed to the Rafters, Fernsehserie, 2 Episoden, verschiedene Rollen)
- 2014: Soul Mates (Fernsehserie, Episode 1x05)
- 2017: Dance Academy – Das Comeback (Dance Academy: The Movie, Fernsehfilm)
- 2018: Home and Away (Fernsehserie, 4 Episoden)
- 2019: The Heart Guy (Doctor Doctor, Fernsehserie, Episode 4x02)
- 2020: Grapefruit & Heat Death! (Kurzfilm)
- 2022: Der Herr der Ringe: Die Ringe der Macht (The Lord of the Rings: The Rings of Power, Fernsehserie, 6 Episoden)
- 2024: Plum (Miniserie, 3 Episoden)